# Mały Bańdzioch

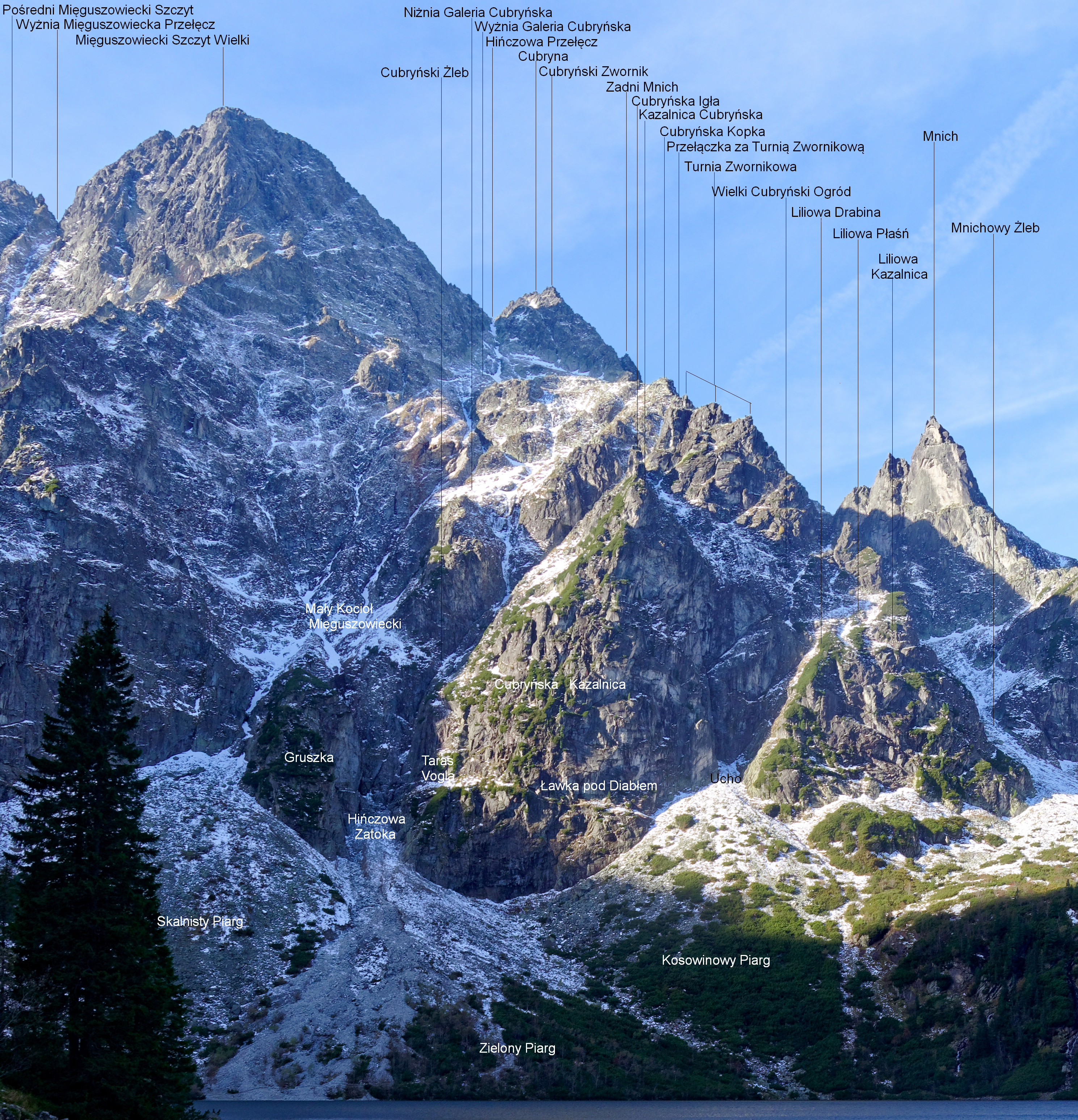
Mały Bańdzioch podpisany jako Mały Kocioł Mięguszowiecki

Mały Bańdzioch lub Mały Kocioł Mięguszowiecki – cyrk lodowcowy powyżej Hińczowej Zatoki na północnych ścianach Mięguszowieckiego Szczytu i Cubryny w Tatrach Polskich. Ma strome, piarżysto-trawiaste dno na wysokości około 1700–1800 m n.p.m.
Do lat 50. XX wieku był to obiekt bezimienny. Nazwę Mały Kocioł Mięguszowiecki wprowadził Witold Henryk Paryski w 6 tomie przewodnika Tatry. Używał jej również Władysław Cywiński w 8 tomie przewodnika Tatry. Cubryna. Taternicy, którzy są jedynymi bywalcami tego miejsca, używają jednak nazwy Mały Bańdzioch i W. Cywiński przy opisie Mięguszowieckich Szczytów również postanowił przyjąć tę nazwę. Na mapach nadal używana jest nazwa Mały Kocioł Mięguszowiecki.
Do Hińczowej Zatoki Mały Bańdzioch opada skalnym progiem o wysokości około 60 m. Prawe (patrząc od dołu) ograniczenie kotła tworzy częściowo trawiasta, częściowo skalista wschodnia ściana Niżniej Galerii Cubryńskiej, ograniczenie lewe tworzy wznosząca się nad Gruszką grzęda zwana Szypułką i będące jej górnym przedłużeniem skalisto trawiaste żebro. Ściana wznosząca się nad Małym Bańdziochem nosi nazwę Środkowego Bastionu.
Do Małego Bańdziocha można dojść na cztery sposoby:
- Żlebem Krygowskiego (zimą bez trudności, latem II w skali tatrzańskiej),
- lodospadem (ekstremalne warunki),
- zachodnią ścianą Gruszki,
- wschodnią ścianą Gruszki[1].

Wszystkie warianty podejścia na Małego Bańdziocha są dolną częścią superdirettissimy Mięguszowieckiego Szczytu.
Mały Bańdzioch jest odwiedzany przez taterników głównie zimą. Zaczynają się w nim 4 drogi wspinaczkowe na Niżnią Galerię Cubryńską, 5 dróg północnymi ścianami Mięguszowieckiego Szczytu, droga na Hińczową Przełęcz, trawers ponad Czołówką MSW i trawers do Cubryńskiego Żlebu. Próg Małego Bańdziocha przechodzono tylko zimą, latem nie został pokonany. Władysław Cywiński pisze o jego letnim przejściu; Próg Małego Bańdziocha pozostanie problemem chyba do końca świata.
Pierwszymi znanymi taternikami (a prawdopodobnie w ogóle pierwszymi ludzi) byli w Małym Bańdziochu: Stanisław Krygowski, Jędrzej Marusarz Jarząbek i Jan Stopka Ceberniak młodszy 2 sierpnia 1906 roku.

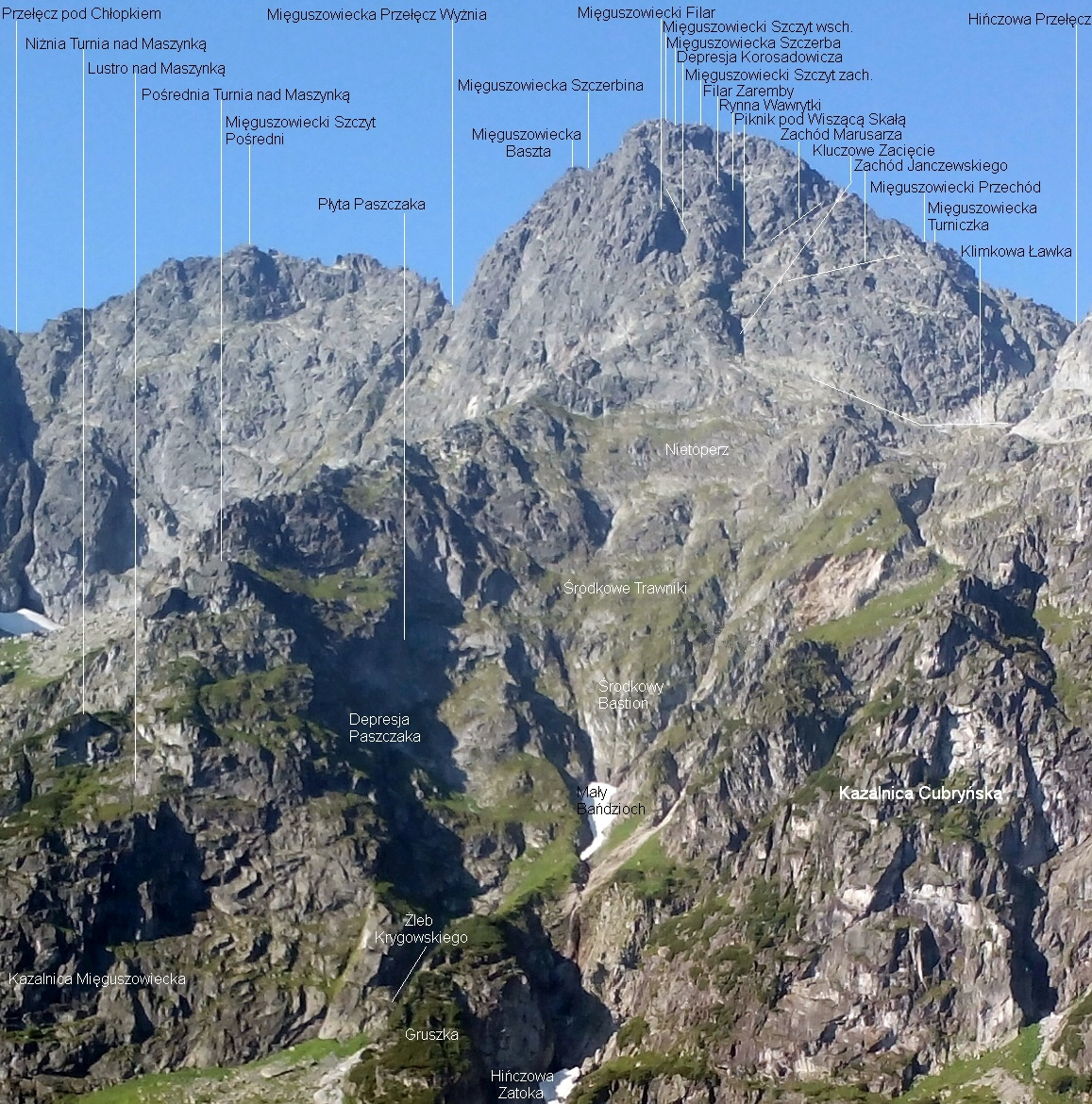
Formacje skalne na północnej ścianie Mięguszowieckiego Szczytu